# Jerome Rose
Jerome Rose (nacido en 1938) es uno de los pianistas americanos más distinguidos. Ha dado conciertos en los cinco continentes. Consiguió la medalla de oro en la Competición Internacional de Busoni. Jerome inició su carrera internacional muy temprano. Tocó con orquestas tan importantes como la Orquesta filarmónica de Berlín, la Orquesta filarmónica de Múnich, la Orquesta Sinfónica de Viena y la Orquesta Santa Cecilia en Roma. Ha visitado Londres con frecuencia y también ha tocado con la Orquesta Filarmónica y la Orquesta Sinfónica y la Orquesta Real de Londres.
Mientras estudiaba con Adolph Baller, Jerome debutó con la Orquesta Sinfónica de San Francisco a los 15 años. Se graduó en el Colegio Mannes y en la escuela Juilliard de música. Jerome también estudió con Leonard Shure y Rudolf Serkin en la escuela de música de Marlboro. En 1961 ganó el Concert artists Guild Award y también una beca Fulbright para estudiar en Viena. Jerome ha dado clases en el conservatorio de Moscú en la Academia Chopin de Varsovia, en el Mozarteum de Salzburgo, en la Hochschule de Múnich, y es un invitado frecuente del Conservatorio Toho de Tokio. Forma parte del claustro académico del Mannes College of Music y es director fundador del International Keyboard Institute & Festival que se celebra cada verano en Nueva York. Fue nombrado doctor honoris causa de la Universidad Estatal de Nueva York.